# 옥천 송갑조 유기비
옥천 송갑조 유기비(沃川 宋甲祚 遺基碑)는 충청북도 옥천군에 있는 일제강점기의 옥천 송갑조 유기비이다. 2006년 4월 7일 충청북도의 문화재자료 제55호 수옹송선생유기비(睡翁宋先生遺基碑)로 지정되었으나, 2013년 1월 18일 현재의 문화재 명칭으로 변경되었다.

## 참고 자료
- 옥천 송갑조 유기비 - 국가유산청 국가유산포털